# کشور بزرگ
کشور بزرگ (به انگلیسی: The Big Country) فیلمی ۱۶۵ دقیقه‌ای در ژانر وسترن به کارگردانی ویلیام وایلر با بازی گریگوری پک، چارلتون هستون، جین سیمونز و برل آیوز است.
فیلمنامه این فیلم بر اساس رمانی منتشر شده در مجله Ambush at Blanco Canyon نوشته می‌شود و ویلیام وایلر و گریگوری پک تهیه کنندگی اش را بر عهده داشته‌اند.
برل آیوز برای بازی در این فیلم برنده اسکار بهترین بازیگر نقش مکمل مرد و همچنین جایزه گلدن گلوب شد. این فیلم همچنین نامزد دریافت جایزه اسکار برای موسیقی است که توسط جروم موروس ساخته شده‌است. این فیلم یکی از معدود فیلم‌هایی است که در آن چارلتون هستون نقش مکمل را بازی می‌کند.

## داستان فیلم
ملوان سابق، جیمز مک کی (با بازی گریگوری پک) به غرب آمریکا سفر می‌کند تا به نامزد خود پاتریشیا در مزرعه عظیمی متعلق به پدرش، هنری تریل، که همه او را «سرگرد» می‌نامند، ملحق شود. پس از ملاقات با دوست پاتریشیا که معلم مدرسه (با بازی جین سیمونز) است و جولی ماراگون نام دارد، مک کی و پاتریشیا توسط گروهی از مست‌ها به رهبری باک هاناسی، مورد اذیت و تمسخر قرار می‌گیرند. این اتفاق آتش دشمنی بین دو خانواده قدرتمند این منطقه را شعله‌ور می‌کند

## دربارهٔ فیلم
معروف است که ویلیام وایلر بازیگرانش را زیاد راهنمایی نمی‌کرده و می‌گذاشته سر صحنه به آنچه مد نظرش بوده دست پیدا کنند. بسیاری از بازیگران، از جمله جین سیمونز و کارول بیکر، آنقدر از شیوه کارگردانی او آسیب دیدند که سالها از صحبت دربارهٔ این تجربه امتناع کردند.
جین سیمونز بعدها دربارهٔ فیلم کشور بزرگ گفت که آنها دائماً فیلمنامه را بازنویسی می‌کردند و همین مسئله بازیگری در این فیلم را بسیار دشوار می‌کرد. گرگوری پک و وایلر، که دوستان خوبی بودند، دائماً در صحنه فیلمبرداری با هم جنگ داشتند و سه سال با هم مشاجره کردند، اگرچه بعداً آشتی کردند.
قبل از اتمام فیلمبرداری، ویلیام وایلر عازم رم شد تا کار بر روی بن هور را آغاز کند و فیلمبرداری صحنه‌های نهایی شامل سکانس‌های مک کی و جولی را به دستیار خود رابرت سوینک واگذار کرد، که صحنه‌های حاصل از آن وایلر را بسیار خوشحال کرد به طوری که وی در نامه ای به سوینک نوشت: " نمی‌توانم به شما بگویم چقدر از پایان جدید راضی هستم … عکسهایی که شما ثبت کردید در نهایت زیبایی هستند

## جوایز و نامزدها
- برنده اسکار بهترین بازیگر نقش مکمل مرد توسط برل آیوز
- نامزد اسکار بهترین موسیقی متن فیلم ساخته جروم موروس